# Othman le-Khamis
 (février 2025).
Othmane fils de Mahomet fils de Hamad fils de Abdallah fils de Salah fils de Mahomet le-Khamees le-Nasiri le-Tamimi (arabe : عثمان الخميس ; né le 26 mai 1962), également connu sous le nom d'Othmane le-Khamis, est un universitaire koweïtien et également un chikh et prédicateur musulman sunnite,,.

## Carrière scientifique et pratique
Othmane le-Khamis étudie à l'Université islamique Imam Muhammad ibn Saud à Riyad, titulaire d'une maîtrise en hadith (traditions de Mahomet), avec une thèse sur les hadiths contenus dans la question des deux tribus (Al-Hasan et Al-Husayn). Il est titulaire d'un doctorat de l'Université du Roi-Saoud, avec distinction, et sa thèse intitulée Reviews est une étude critique. Il travaille comme imam à la mosquée Al-Hamidah de 1993 à 2004 environ, et avant cela, il est muezzin dans la même mosquée de 1989 à 1993[réf. nécessaire]. Il anime des émissions de questions-réponses dans des émissions de télévision et sur les réseaux sociaux, où il reçoit les questions du public et y répond en direct. La plupart des questions sont liées à la vie sociale islamique.
le-Khamis est un débatteur des musulmans sunnites contre l'islam chiite, car il critique les érudits chiites classiques (notamment al-Kulaini, auteur de la collection de hadiths chiites la plus importante) et modernes (dont al-Khomeini ) et leurs points de vue dans nombre de leurs croyances.
Il est également connu pour ses livres, ses recherches et ses réponses aux chiites duodécimains, ainsi que pour de nombreux programmes satellites et de dialogue.[Lequel ?] qui discutent des questions de différences entre les sectes islamiques[réf. nécessaire].
À la fin des années 1990, il anime une émission sur la chaîne de télévision Al Mustaquilla, diffusée depuis Londres, où se trouvent de nombreux dignitaires religieux chiites, pour théoriser les répercussions de la sédition provoquée par le meurtre d'Othman et les questions liées à Ali et à l'État du Mahdi tant attendu[réf. nécessaire]. Al-Khamees a également participé à de nombreux débats entre les chiites duodécimains et les musulmans sunnites sur les chaînes de télévision par satellite.

## Vie personnelle
IIl se marie en 1987 et a quatre enfants,. En 2023, il a été soumis à une interdiction d'entrée sur le territoire danois pendant deux ans. Il avait déjà été banni des Pays-Bas.